# خولوسا بیانا
خولوسا بیانا (انگلیسی: Kholosa Biyana؛ زادهٔ ۶ سپتامبر ۱۹۹۴) بازیکن فوتبال اهل آفریقای جنوبی است.

وی همچنین در تیم ملی فوتبال زنان آفریقای جنوبی بازی کرده‌است.